# Хуго (Елзас)
Хуго (на немски: Hugo, Hugues * пр. 863, † сл. 895, манастир Прюм) е единственият син на краля на Лотарингия Лотар II и Валдрада.

## Биография
Бракът на родителите му не е признат от църквата и затова Хуго не може да е наследник на трона. Хуго получава от баща си през 867 г. Херцогство Елзас и е под защитата на неговия чичо Лудвиг Немски, но след смъртта на Лотар през 869 г. той не го зачита в договора в Мерсен (870).
През 877 г. Хуго предприема първия опит, да си извоюва наследството, но не успява, въпреки подкрепата на лотарингските благородници. През 878 г. той е отлъчен от църквата от папа Йоан VII в Троа. През 879 г. Лудвиг Младши тръгва против него, през 880 г. западнофранкският крал Луи III с брат му Карломан II и източнофранкския крал Карл III Дебели, но не успяват да го хванат.
През 882 г., като част от един мирен договор, неговата сестра Гизела е омъжена за херцог Готфрид от Фризия, който също има претенции за Лотарингия. През 883 г. Хуго се съюзява с Готфрид. През юни 885 г. вождът на норманите Готфрид е убит от princeps militiae Хайнрих от Франкония от франкските Бабенберги при фалшиви преговори при Хервен в Бетуве. Хуго е нападнат и заловен по-късно в Гондревил, ослепен и затворен в манастир Прюм, където умира.